# Kam Air

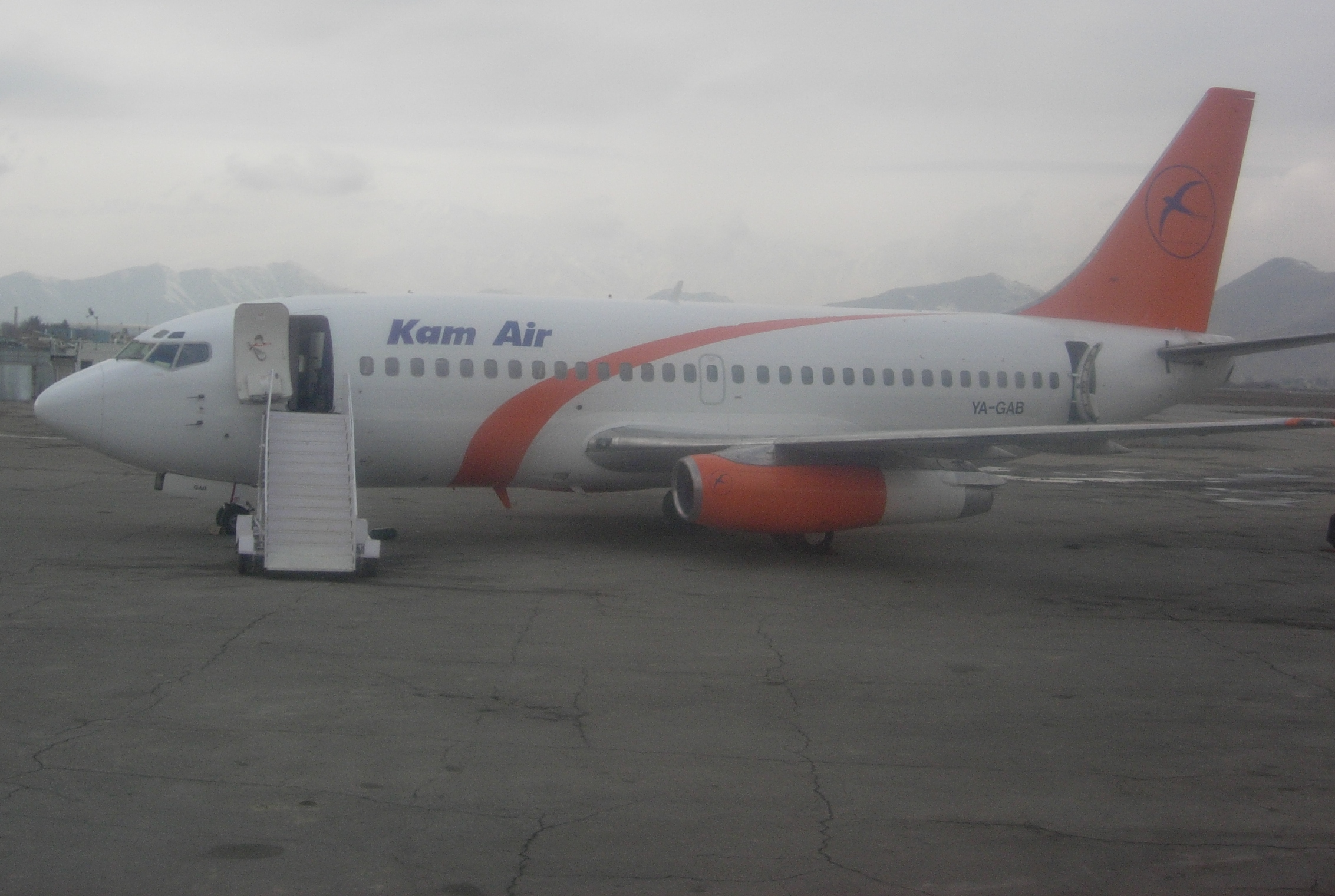
Kam Air Boeing 737-200

Kam Air – afgańskie narodowe linie lotnicze, z siedzibą w Kabulu. Głównym portem przesiadkowym jest Port lotniczy Kabul. Przewoźnik prowadzi loty krajowe oraz międzynarodowe na terenie Azji.

## Historia
Pierwsza prywatna linia lotnicza w Afganistanie założona 31 sierpnia 2003 roku. 8 listopada odbył się inauguracyjny lot z portu lotniczego w Kabulu do Herātu oraz Mazar-i Szarif. Pierwszym samolotem we flocie Kam Air był Boeing 727, którego linia otrzymała od afgańskiego generała Abdurraszida Dostuma jako zapłatę za dostawę paliwa oraz żywności dla jego armii.
16 września 2010 roku linia uruchomiła swoje pierwsze połączenia z Europą, ich ofertę stanowiły dwa loty tygodniowo łączące Kabul z Wiedniem a następnie z portem lotniczy Londyn-Gatwick, obsługiwane przez Boeinga 767-200. W tamtym okresie flotę przewoźnika zasilały również po jednym Boeingu 727-200, Antonv An-26B, Antonov An-24RV, dwa McDonnell Douglas MD-82/83 oraz jednego Douglas DC-8-60, który nie był wykorzystywany do regularnych lotów pasażerskich. Ponadto linia oferowała przewóz towarowy za pomocą helikoptera Several Mil Mi-8. Po miesiącu, w listopadzie, Unia Europejska zakazała wszystkim afgańskim liniom lotniczy dostępu do europejskiej przestrzeni powietrznej, uzasadniając swoją decyzję naruszeniami bezpieczeństwa oraz łamania procedur operacyjnych. 
W 2016 roku przewoźnik wynajął ze Słowacji jednego Boeinga 737 wraz z 30-osobową załogą. Do początku 2017 roku Kam Air obsługiwało 90% lotów krajowych oferując 37 kursów każdego dnia. 
Do 2018 roku przewoźnik wynajmował dla swojego personelu 50 pokoi w hotelu Intercontinental, jako jednego z najbardziej strzeżonych w Kabulu. W styczniu tego roku na ten hotel nastąpił zamach przeprowadzony przez Talibów. W konsekwencji śmierć poniosło dziewięciu pracowników linii (siedmiu Ukraińców oraz dwóch Wenezuelczyków). Przez ponad tydzień dziewięć samolotów Kam Air stało bezczynnie na lotniskach z powodu braku personelu, 50 zagranicznych pracowników z powodów bezpieczeństwa postanowiło opuścić kraj. 
7 marca 2018 roku przewoźnik nabył jednego Boeinga 737-300 od ukraińskich linii lotniczych, którego przeznaczył do obsługi połączeń między Kabulem a Kandahar. 

## Kierunki lotów
| Kraj             | Miasto         | IATA | ICAO | Port lotniczy                       | Uwagi |
| ---------------- | -------------- | ---- | ---- | ----------------------------------- | ----- |
| Afganistan       | Farah          | FAH  | OAFR | Port lotniczy Farah                 |       |
| Afganistan       | Herat          | HEA  | OAHR | Port lotniczy Herāt                 |       |
| Afganistan       | Kabul          | KBL  | OAKB | Port lotniczy Kabul                 |       |
| Afganistan       | Kandahar       | KDH  | OAKN | Port lotniczy Kandahar              |       |
| Afganistan       | Mazar-i Szarif | MZR  | OAMS | Port lotniczy Mazar-i Szarif        |       |
| Afganistan       | Zarandż        | ZAJ  | OAZJ | Port lotniczy Zarandż               |       |
| Arabia Saudyjska | Dżudda         | JED  | OEJN | Port lotniczy Dżudda                |       |
| Indie            | Nowe Delhi     | DEL  | VIDP | Port lotniczy Indiry Gandhi w Delhi |       |
| Kazachstan       | Ałmaty         | ALA  | UAAA | Port lotniczy Ałmaty                |       |
| Pakistan         | Islamabad      | ISB  | OPRN | Port lotniczy Islamabad             |       |
| Tadżykistan      | Duszanbe       | DYU  | UTDD | Port lotniczy Duszanbe              |       |
| Turcja           | Ankara         | ESB  | LTAC | Port lotniczy Ankara                |       |
| Turcja           | Stambuł        | IST  | LTBA | Port lotniczy Stambuł-Atatürk       |       |
| Uzbekistan       | Taszkent       | TAS  | UTTT | Port lotniczy Taszkent              |       |

Stan na dzień: 5 maja 2018 r.

## Flota
Flota linii Kam Air składa się z następujących samolotów:
| Model                   | Ilość | Zamówionych | Liczba pasażerów (biznes/ekonomiczna) |
| ----------------------- | ----- | ----------- | ------------------------------------- |
| Airbus A340-313         | 1     | –           | brak danych                           |
| Boeing 737-500          | 3     | –           | 126 (0/126)                           |
| Boeing 747-300 (cargo)  | 1     | –           | –                                     |
| Boeing 767-200          | 1     | –           | 201 (18/183)                          |
| McDonnell Douglas MD-83 | 1     | –           | 165 (0/165)                           |
| McDonnell Douglas MD-87 | 2     | –           | 135 (0/135)                           |
| Saab 340B               | 2     | –           | 34 (0/34)                             |
| Razem:                  | 11    | –           |                                       |

Stan na dzień: 5 maja 2018 r.

## Katastrofy i wypadki
Poniższa lista obejmuje zdarzenia, które doprowadziły do co najmniej jednej ofiary śmiertelnej lub skutkowała znacznym zagrożeniem bezpieczeństwa.
| Data          | Miejsce zdarzenia | Numer lotu | Samolot            | Nr rej. | Ofiary | Ocaleni | Skrócony opis zdarzenia                                | Szczegóły |
| ------------- | ----------------- | ---------- | ------------------ | ------- | ------ | ------- | ------------------------------------------------------ | --------- |
| 3 lutego 2005 | Afganistan, Kabul | 904        | Boeing 737-242/Adv | EX-037  | 105    | 0       | Podczas schodzenia do lądowania samolot uderzył w górę | Szczegóły |